# Chiisa na Obake Acchi, Socchi, Kocchi

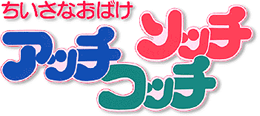
A série de anime "Chiisa na Obake Acchi"

Chiisa na Obake Acchi, Socchi, Kocchi (o que pode ser traduzido como Os Três Fantasminhas Lá, Aqui, Onde; 小さなおばけアッチ・コッチ・ソッチ no original) é uma série de anime para a TV dirigida por Hidekazu Ohara e lançada pelo Studio Pierrot. Possui 50 episódios lançados de 9 de abril de 1991 a 31 março de 1992.
A história é sobre tres fantasminhas chamados Lá, Aqui e Onde (Achi, Socchi e Kocci). Eles não são assustadores como os fantasmas em geral, mas graciosos e danados como crianças humanas. Eles geralmente dão susto nas pessoas por desaparecerem ou voarem.